# Chapelle Notre-Dame de Beauvais
Ne doit pas être confondu avec église Notre-Dame-de-la-Basse-Œuvre de Beauvais.
La Chapelle Notre-Dame de Beauvais est un lieu de culte marial situé à Beauvais, lieu-dit du Theil-de-Bretagne, dans le département d’Ille-et-Vilaine et la région Bretagne.
La chapelle et sa croix sont inscrits aux monuments historiques le 18 mars 2013,.

## Localisation
La chapelle Notre-Dame de Beauvais est située à Beauvais, lieu-dit qui se trouve à la sortie sud du bourg du Theil-de-Bretagne. La chapelle se trouve le long de la route départementale 99 en direction de Coësmes. Elle se trouve à une altitude d’environ 87 mètres.

## Historique
À cet emplacement se trouvait à l’origine une chapelle frairienne datant au moins du XVe siècle.

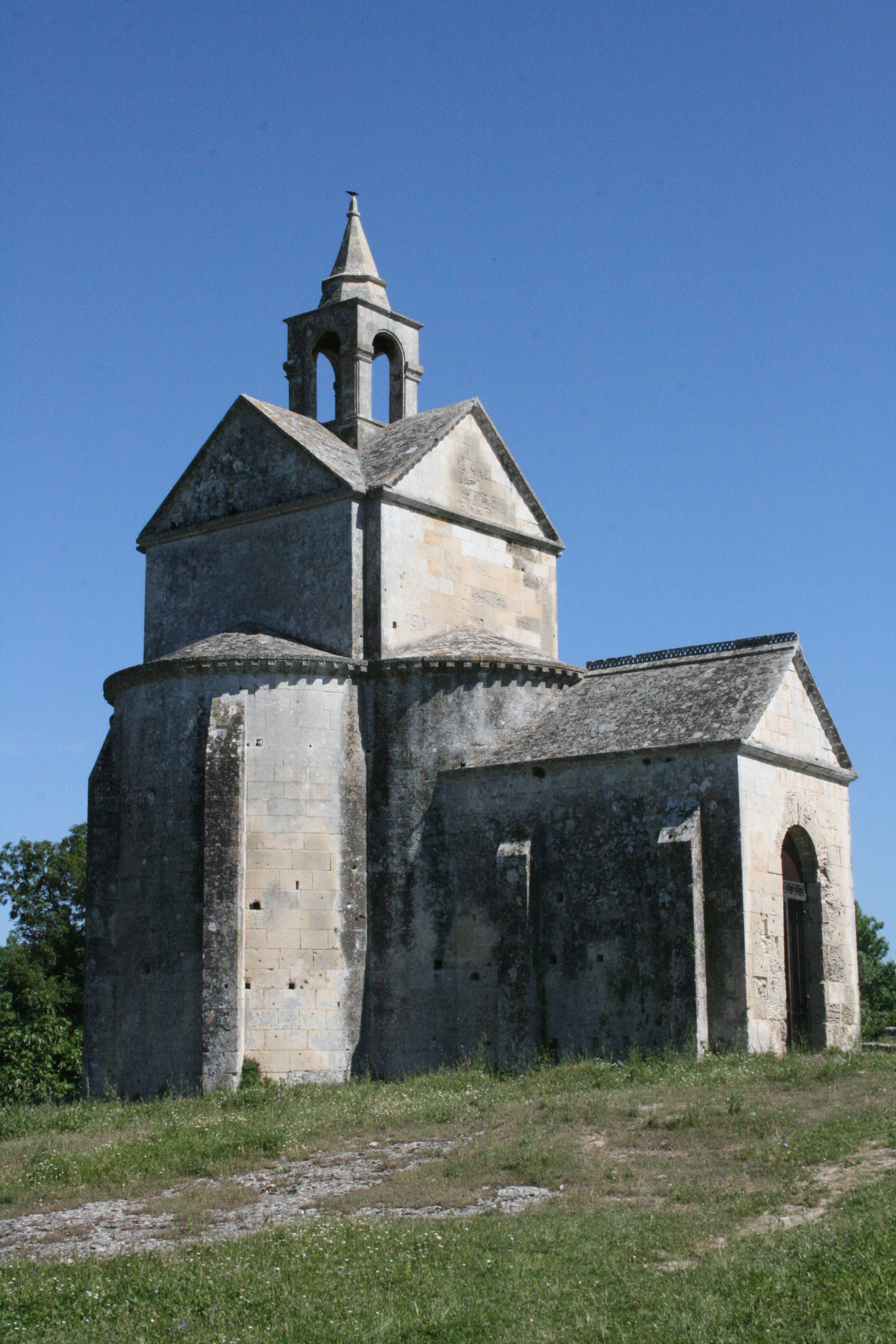
La chapelle Sainte-Croix de Montmajour.

La chapelle actuelle de style néoroman a été construite entre 1893 et 1894 par Henri Mellet. Fait exceptionnel dans sa carrière, il reprend presque à l’identique la structure d’une chapelle romane du XIIe siècle : la chapelle Sainte-Croix de l’Abbaye de Montmajour en Arles. Il y ajoute des matériaux polychromes comme il l’a fait sur plusieurs autres de ses œuvres.

## Description
La chapelle présente un plan centré, l'édifice s'organisant autour d'une croisée du transept de section carrée portant coupole, des absidioles flanquant chacun des côtés. Le sanctuaire n'est pas orienté et une sacristie se dresse dans le prolongement du chœur. Une courte nef d'une travée forme vestibule à l'est.
L'élévation compte un seul étage hormis la coupole qui coiffe la section centrale, cette-dernière étant couronnée d'un petit pyramidon porté par un campanile.
Par opposition avec l'espace intérieur unifié par l'utilisation d'un lait de chaux destiné à mettre en valeur le mobilier, l'extérieur est animé par la polychromie des matériaux (blanc du tuffeau, bleu de l'ardoise, rouge de la brique, gris du granite, ocre des moellons), la stéréotomie variée soulignant et hiérarchisant les divers éléments de la composition architectonique. 

### Vitraux
La chapelle possède huit verrières représentant des apparitions mariales :
- Notre-Dame du Folgoët, don de mademoiselle Marie Ménard,
- Notre-Dame de La Salette, don de mesdemoiselles Desvaux,
- Notre-Dame de Pontmain,
- Notre-Dame des Miracles, don de mademoiselle Rosalie Bordais,
- Notre-Dame de Chartres, don de mesdemoiselles Morault,
- Notre-Dame de Lourdes,
- Notre-Dame de France, don de mademoiselle Léone Hamelin,
- Notre-Dame de Lorette, don de mesdemoiselles Samuel Denis.

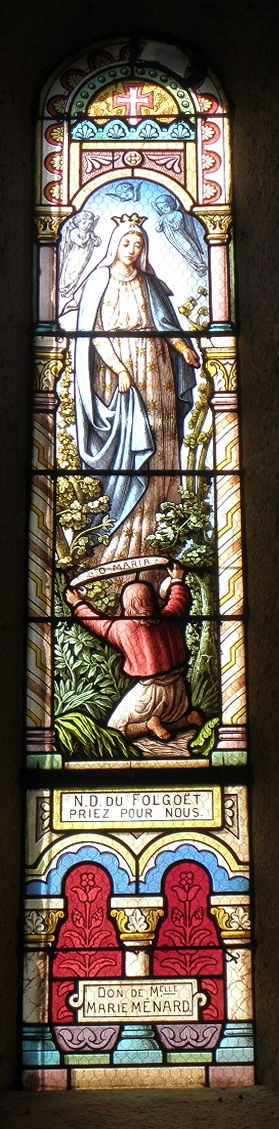
Notre-Dame du Folgoët.
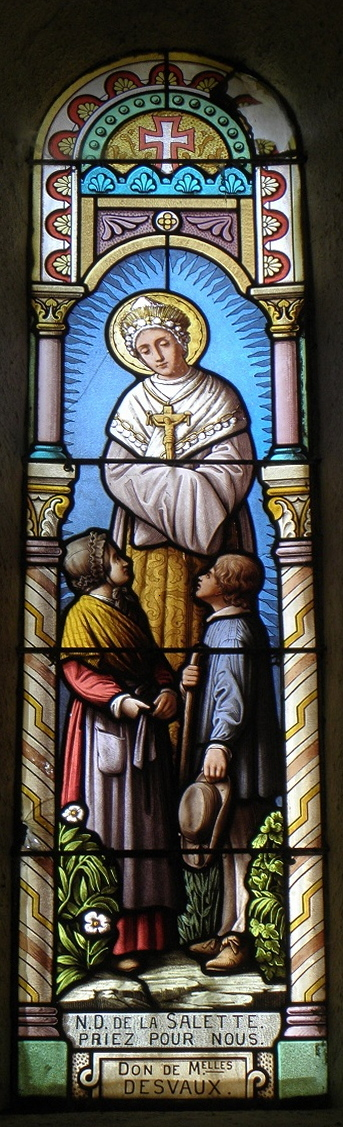
Notre-Dame de La Salette.
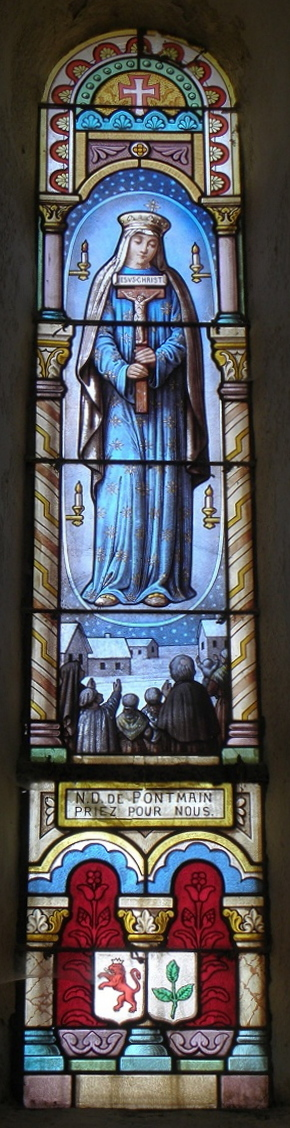
Notre-Dame de Pontmain.
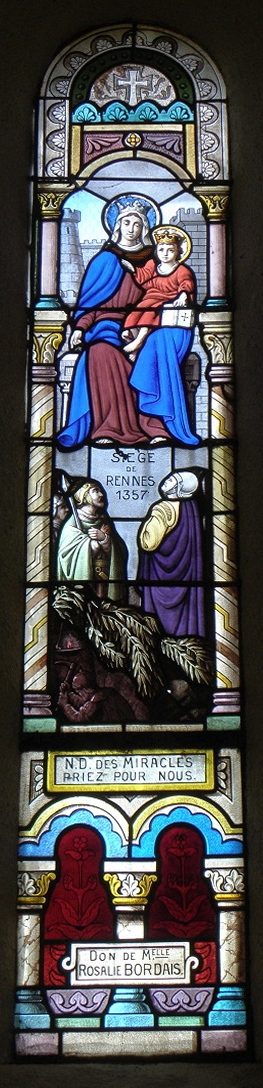
Notre-Dame des Miracles.
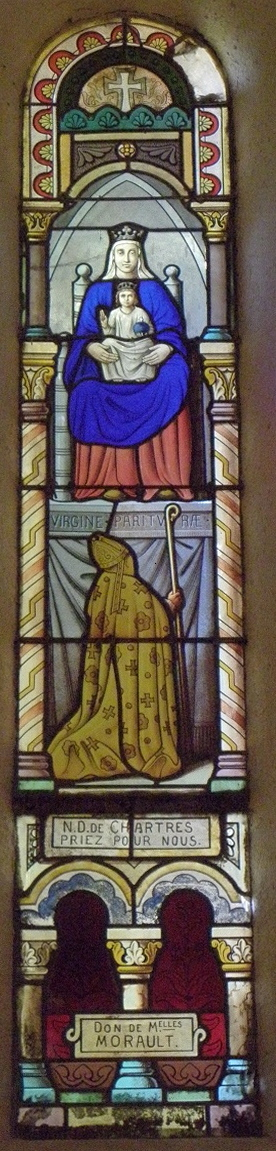
Notre-Dame de Chartres.
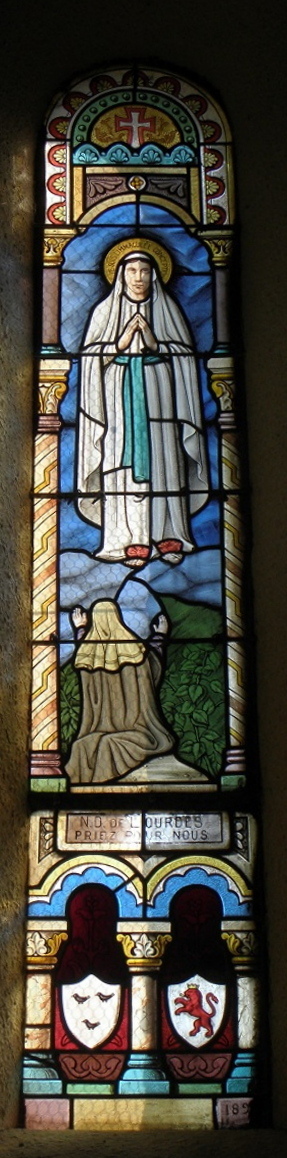
Notre-Dame de Lourdes.
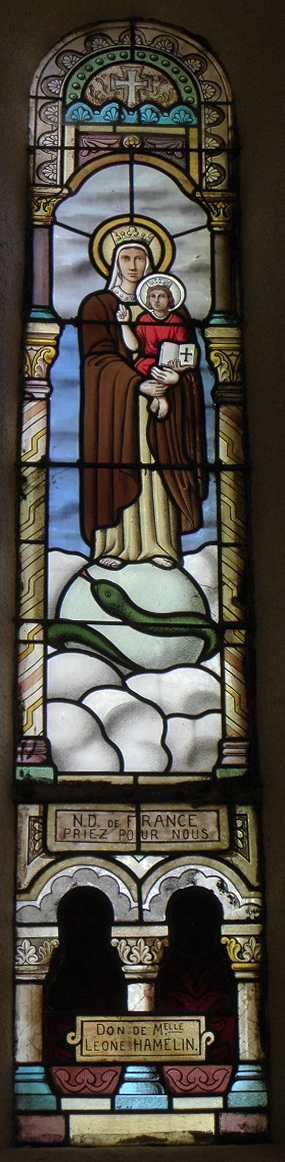
Notre-Dame de France.
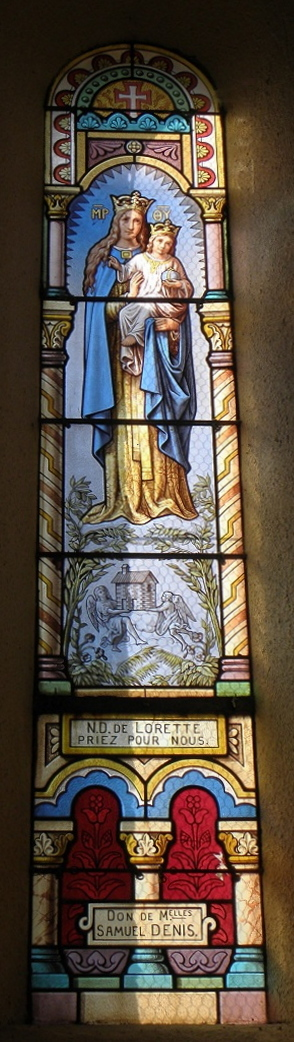
Notre-Dame de Lorette.